# 行田警察署
行田警察署（ぎょうだけいさつしょ）は、埼玉県行田市にある、埼玉県警察が管轄する警察署の一つ。署長は警視。

## 所在地
- 埼玉県行田市大字長野4195番地の1

## 管轄区域
- 行田市

## 交番
- 行田市駅前交番 （行田市中央19番17号）
- 長野交番 （行田市富士見町1丁目1番8号）
- 行田駅前交番 （行田市壱里山町12番地1）

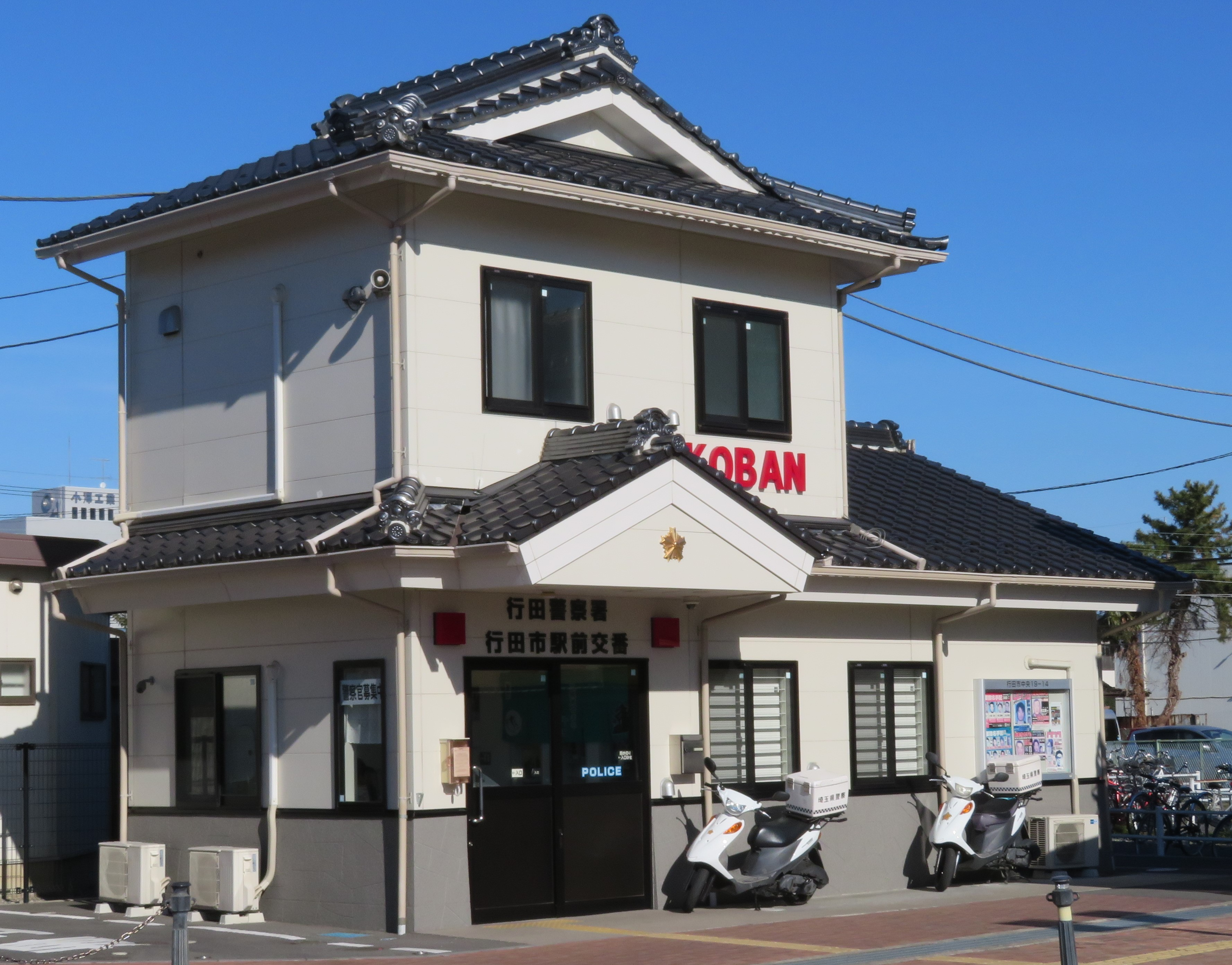
行田市駅前交番
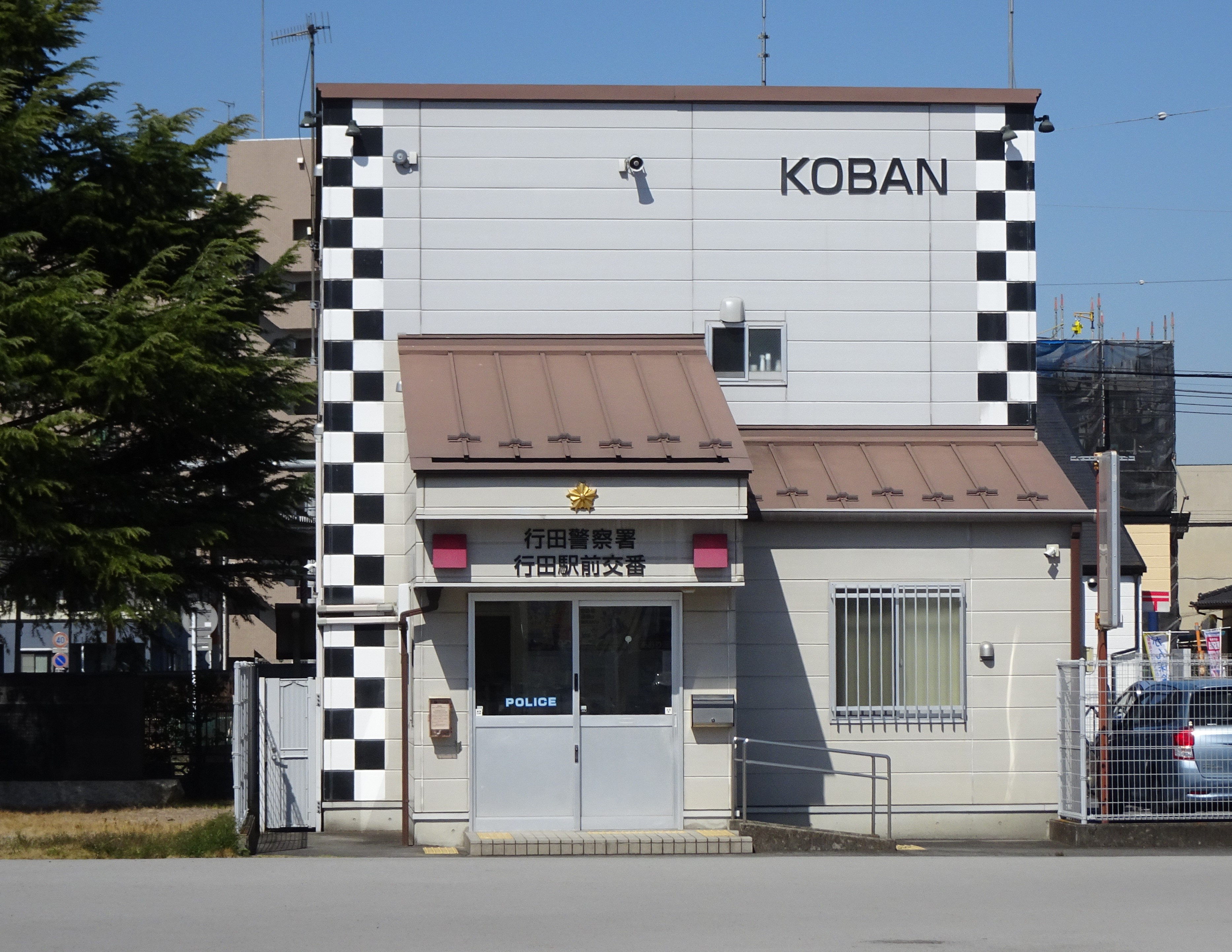
行田駅前交番

## 駐在所
- 須加駐在所 （行田市大字下中条1751番地3）
- 埼玉駐在所 （行田市大字埼玉4959番地3）
- 南河原駐在所 （行田市大字南河原2503番地の7）

## かつて設置されていた交番
- 本丸交番（行田市本丸、行田市児童センターとの複合施設）：廃止